# Savonnières-en-Perthois
Savonnières-en-Perthois és un municipi francès situat al departament del Mosa i a la regió del Gran Est. L'any 2007 tenia 486 habitants.

## Demografia

### Població
El 2007 la població de fet de Savonnières-en-Perthois era de 486 persones. Hi havia 188 famílies, de les quals 44 eren unipersonals (16 homes vivint sols i 28 dones vivint soles), 56 parelles sense fills, 72 parelles amb fills i 16 famílies monoparentals amb fills.
La població ha evolucionat segons el següent gràfic:
Habitants censats

### Habitatges
El 2007 hi havia 221 habitatges, 189 eren l'habitatge principal de la família, 10 eren segones residències i 21 estaven desocupats. 202 eren cases i 19 eren apartaments. Dels 189 habitatges principals, 154 estaven ocupats pels seus propietaris, 29 estaven llogats i ocupats pels llogaters i 7 estaven cedits a títol gratuït; 1 tenia una cambra, 8 en tenien dues, 20 en tenien tres, 51 en tenien quatre i 110 en tenien cinc o més. 134 habitatges disposaven pel capbaix d'una plaça de pàrquing. A 76 habitatges hi havia un automòbil i a 86 n'hi havia dos o més.

### Piràmide de població
La piràmide de població per edats i sexe el 2009 era:
| Homes | Edats   | Dones |
| ----- | ------- | ----- |
| 0     | 95 o +  | 4     |
| 0     | 90 a 94 | 0     |
| 0     | 85 a 89 | 0     |
| 0     | 80 a 84 | 4     |
| 12    | 75 a 79 | 24    |
| 0     | 70 a 74 | 4     |
| 24    | 65 a 69 | 12    |
| 4     | 60 a 64 | 8     |
| 4     | 55 a 59 | 0     |
| 12    | 50 a 54 | 12    |
| 32    | 45 a 49 | 28    |
| 16    | 40 a 44 | 12    |
| 12    | 35 a 39 | 12    |
| 32    | 30 a 34 | 12    |
| 8     | 25 a 29 | 24    |
| 12    | 20 a 24 | 12    |
| 12    | 15 a 19 | 8     |
| 28    | 10 a 14 | 24    |
| 24    | 5 a 9   | 20    |
| 16    | 0 a 4   | 0     |

## Economia
El 2007 la població en edat de treballar era de 319 persones, 237 eren actives i 82 eren inactives. De les 237 persones actives 206 estaven ocupades (114 homes i 92 dones) i 31 estaven aturades (17 homes i 14 dones). De les 82 persones inactives 22 estaven jubilades, 28 estaven estudiant i 32 estaven classificades com a «altres inactius».

### Ingressos
El 2009 a Savonnières-en-Perthois hi havia 195 unitats fiscals que integraven 472,5 persones, la mediana anual d'ingressos fiscals per persona era de 16.164 €.

### Activitats econòmiques
Dels 15 establiments que hi havia el 2007, 3 eren d'empreses extractives, 2 d'empreses alimentàries, 1 d'una empresa de fabricació d'altres productes industrials, 2 d'empreses de construcció, 2 d'empreses de transport, 2 d'empreses financeres, 2 d'empreses immobiliàries i 1 d'una empresa classificada com a «altres activitats de serveis».
Dels 3 establiments de servei als particulars que hi havia el 2009, 1 era una oficina de correu, 1 guixaire pintor i 1 lampisteria.
Dels 2 establiments comercials que hi havia el 2009, 1 era una botiga de menys de 120 m² i 1 una fleca.
L'any 2000 a Savonnières-en-Perthois hi havia 6 explotacions agrícoles.

## Equipaments sanitaris i escolars
El 2009 hi havia una escola elemental.

## Poblacions més properes
El següent diagrama mostra les poblacions més properes.